# Segunda Liga de 2016–17
A Segunda Liga de 2016–17, conhecida também como Ledman Liga PRO por razões de patrocínio, foi a 27ª edição da Segunda Liga.
Um total de 22 equipas disputaram esta edição, sabendo que na época seguinte este escalão foi reduzido para 20 clubes. Essa medida implica que na época 2016–17 ocorra a despromoção de quatro equipas, ao contrário das três das épocas anteriores. O 17.º e 18º classificados desta edição da Segunda Liga disputaram um "play-off" contra os segundos classificados das Zonas Norte e Sul do Campeonato de Portugal para determinar a sua manutenção/despromoção.

## Participantes
| Clube                | Cidade                 | Estádio                                 | Lotação | 2015–16      |
| -------------------- | ---------------------- | --------------------------------------- | ------- | ------------ |
| Académica de Coimbra | Coimbra                | Estádio Cidade de Coimbra               | 29,622  | 18º (I Liga) |
| Académico de Viseu   | Viseu                  | Estádio Municipal do Fontelo            | 12,000  | 17º          |
| Benfica B            | Lisboa                 | Benfica Campus                          | 2,644   | 19º          |
| Braga B              | Braga                  | Estádio 1.º de Maio                     | 30,000  | 15º          |
| Cova da Piedade      | Cova da Piedade        | Estádio Municipal José Martins Vieira   | 3,000   | 1º (CP)      |
| Desportivo das Aves  | Vila das Aves          | Estádio do Clube Desportivo das Aves    | 10,250  | 8º           |
| Fafe                 | Fafe                   | Parque Municipal dos Desportos de Fafe  | 8,000   | 3º (CP)      |
| Famalicão            | Vila Nova de Famalicão | Estádio Municipal 22 de Junho           | 8,000   | 6º           |
| Freamunde            | Freamunde              | Complexo Desportivo do SC Freamunde     | 4,000   | 5º           |
| Gil Vicente          | Barcelos               | Estádio Cidade de Barcelos              | 12,374  | 11º          |
| Leixões              | Matosinhos             | Estádio do Mar                          | 16,035  | 18º          |
| Olhanense            | Olhão                  | Estádio José Arcanjo                    | 11,622  | 7º           |
| Penafiel             | Penafiel               | Estádio Municipal 25 de Abril           | 5,103   | 12º          |
| Portimonense         | Portimão               | Estádio Municipal de Portimão           | 9,544   | 4º           |
| Porto B              | Porto                  | Estádio Dr. Jorge Sampaio               | 8,500   | 1º           |
| Santa Clara          | Ponta Delgada          | Estádio de São Miguel                   | 13,277  | 16º          |
| Sporting B           | Lisboa                 | Estádio Aurélio Pereira-Alcochete       | 1,000   | 10º          |
| Sporting da Covilhã  | Covilhã                | Estádio Municipal José dos Santos Pinto | 3,000   | 14º          |
| União da Madeira     | Funchal                | Estádio do Centro Desportivo da Madeira | 2,325   | 17º (I Liga) |
| Varzim               | Póvoa de Varzim        | Estádio do Varzim Sport Club            | 11,000  | 9º           |
| Vitória SC B         | Guimarães              | Estádio D. Afonso Henriques             | 30,165  | 13º          |
| Vizela               | Vizela                 | Estádio do Futebol Clube de Vizela      | 7,000   | 2º (CP)      |

## Tabela classificativa
Atualizado em 21/05/2017
| #  | Equipa                    | J  | V  | E  | D  | GP | GC | SG  | Pts | Classificação                                                |
| -- | ------------------------- | -- | -- | -- | -- | -- | -- | --- | --- | ------------------------------------------------------------ |
| 1  | Portimonense              | 42 | 25 | 8  | 9  | 70 | 39 | +31 | 83  | Promovido à Primeira Liga de 2017–18                         |
| 2  | Clube Desportivo das Aves | 42 | 23 | 12 | 7  | 63 | 38 | +25 | 81  | Promovido à Primeira Liga de 2017–18                         |
| 3  | U. Madeira                | 42 | 17 | 13 | 12 | 52 | 43 | +9  | 64  |                                                              |
| 4  | FC Penafiel               | 42 | 18 | 9  | 15 | 56 | 55 | +1  | 63  |                                                              |
| 5  | Benfica B                 | 42 | 18 | 9  | 15 | 56 | 58 | −2  | 63  | Equipa B - Não pode subir à Primeira Liga.                   |
| 6  | Sp. Braga B               | 42 | 16 | 14 | 12 | 64 | 50 | +14 | 62  | Equipa B - Não pode subir à Primeira Liga.                   |
| 7  | Covilhã                   | 42 | 15 | 17 | 10 | 51 | 41 | +10 | 62  |                                                              |
| 8  | Académica                 | 42 | 17 | 11 | 14 | 42 | 35 | +7  | 62  |                                                              |
| 9  | Varzim SC                 | 42 | 17 | 10 | 15 | 45 | 48 | −3  | 61  |                                                              |
| 10 | Vitória SC B              | 42 | 18 | 6  | 18 | 54 | 50 | +4  | 60  | Equipa B - Não pode subir à Primeira Liga.                   |
| 11 | Porto B                   | 42 | 16 | 12 | 14 | 52 | 49 | +3  | 60  | Equipa B - Não pode subir à Primeira Liga.                   |
| 12 | Santa Clara               | 42 | 16 | 12 | 14 | 44 | 42 | +2  | 60  |                                                              |
| 13 | Gil Vicente FC            | 42 | 13 | 17 | 12 | 47 | 49 | −2  | 56  |                                                              |
| 14 | Sporting B                | 42 | 15 | 10 | 17 | 64 | 62 | +2  | 55  | Equipa B - Não pode subir à Primeira Liga.                   |
| 15 | FC Famalicão              | 42 | 14 | 11 | 17 | 47 | 50 | −3  | 53  |                                                              |
| 16 | Cova da Piedade           | 42 | 14 | 11 | 17 | 45 | 60 | −15 | 53  |                                                              |
| 17 | Académico de Viseu        | 42 | 13 | 13 | 16 | 49 | 54 | −5  | 52  | Play-off de despromoção do Campeonato de Portugal de 2017–18 |
| 18 | Leixões SC                | 42 | 10 | 16 | 16 | 44 | 48 | −4  | 46  | Play-off de despromoção do Campeonato de Portugal de 2017–18 |
| 19 | Vizela                    | 42 | 9  | 19 | 14 | 39 | 49 | −10 | 46  | Rebaixado para Campeonato de Portugal de 2017–18             |
| 20 | Fafe                      | 42 | 11 | 12 | 19 | 52 | 65 | −13 | 45  | Rebaixado para Campeonato de Portugal de 2017–18             |
| 21 | Freamunde                 | 42 | 9  | 13 | 20 | 39 | 52 | −13 | 40  | Rebaixado para Campeonato de Portugal de 2017–18             |
| 22 | Olhanense                 | 42 | 7  | 7  | 28 | 45 | 83 | −38 | 28  | Rebaixado para Campeonato de Portugal de 2017–18             |